# Strobilanthes rufescens
Strobilanthes rufescens är en akantusväxtart. Strobilanthes rufescens ingår i släktet Strobilanthes och familjen akantusväxter.

## Underarter
Arten delas in i följande underarter:
- S. r. parishii
- S. r. parvibracteata
- S. r. rufescens